# Brigitte Georgi-Findlay
Brigitte Georgi-Findlay (* 15. Dezember 1956) ist eine deutsche Amerikanistin.

## Leben
An der Ruprecht-Karls-Universität Heidelberg studierte sie von 1975 bis 1982 Anglistik/Amerikanistik und Romanistik. Nach der Promotion zum Dr. phil. 1985 in Heidelberg ist Brigitte Georgi-Findlay seit 1997 Professorin für Nordamerikastudien in Dresden.
Ihre Forschungsschwerpunkte sind amerikanische und kanadische Kulturgeschichte (insbesondere des Westens, einschließlich ethnischer Vielfalt, Frauen, urbaner Kulturen), Stadtgeschichte, Geschichte und Kultur der Minderheiten (insbesondere der amerikanischen Ureinwohner und First Nations), Geschlechterstudien, Reiseberichte und kolonialer Diskurs, Technik und Natur, transatlantische Beziehungen, Fotografie und Popkultur.

## Schriften (Auswahl)
- Der Indianer in der amerikanischen Literatur. Das weiße Rassenverständnis in der Literatur bis 1900 und die indianische Selbstdarstellung ab 1833. Versuch einer Gegenüberstellung. Köln 1982.
- Tradition und Moderne in der zeitgenössischen indianischen Literatur der USA. N. Scott Momadays House Made of Dawn. Köln 1986.
- The Frontiers of Women's Writing: Women's Narratives and the Rhetoric of Westward Expansion. Tucson 1996.